# Hamilton Tiger-Cats

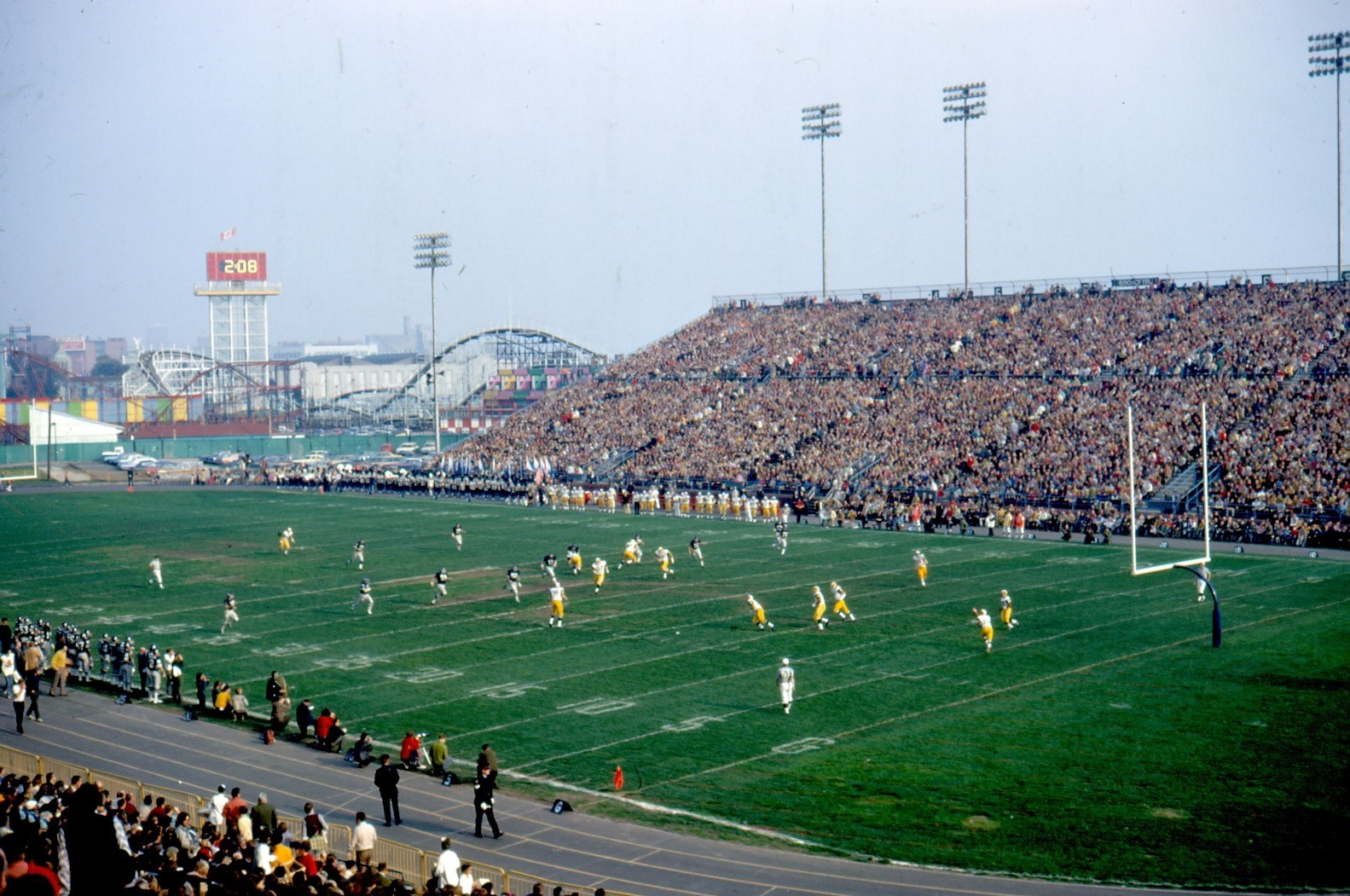
Mecz futbolu kanadyjskiego pomiędzy Toronto Argonauts vs Hamilton Ti-Cats

Hamilton Tiger-Cats – zawodowy zespół futbolu kanadyjskiego z siedzibą w Hamilton. Drużyna jest członkiem ligi CFL. Tiger-Cats osiem razy zdobyli Puchar Greya, czyli mistrzostwo Kanady w futbolu kanadyjskim.

## Historia
Drużyna powstała w 1950 roku po fuzji Hamilton Tigers i Hamilton Wildcats. W latach 2009–2013 w drużynie grał Polak, Dave Stala.

## Sukcesy
- Puchar Greya: 1953, 1957, 1963, 1965, 1967, 1972, 1986, 1999